# Filipínské společenství
Filipínské společenství byl přidružený stát USA v letech 1935–1941 a krátce roku 1946.
Sousedil s Indočínou, Malajsií, Indonésií a Tchaj-wanem. Za japonské okupace zde vznikla Filipínská druhá republika. Na vládě se zde podíleli částečně Filipínci (Sergio Osmeña, Manuel Quezon), ale z větší části Američané (Douglas MacArthur). Žili zde Filipínci, Číňané a Evropané, mluvilo se zde anglicky, což byl úřední jazyk, Tagalogem a kmenovými jazyky.
Do roku 1935 byl přímou součástí USA. Města měla koloniální evropský charakter s kostely a pevnostmi, vesnice byly typické malé asijské osady s chudým obyvatelstvem. Filipínci zde měli částečnou politickou svobodu, roku 1935 byla vydána ústava a po vzoru USA zde v pozdější době získaly převahu dvě politické strany: nacionalisté a liberálové.

## Vláda
Po roce 1935 získaly ústavou Filipíny částečnou nezávislost a místo amerického guvernéra zde vládl filipínský prezident.
| Manuel L. Quezon | 1935-1944 | Nacionalista |
| Sergio Osmeña    | 1944-1946 | Nacionalista |
| Manuel Roxas     | 1946      | Liberál      |